# Municipio de Knox (condado de Clarke)
El municipio de Knox (en inglés: Knox Township) es un municipio ubicado en el condado de Clarke en el estado estadounidense de Iowa. En el año 2010 tenía una población de 242 habitantes y una densidad poblacional de 2,66 personas por km².

## Geografía
El municipio de Knox se encuentra ubicado en las coordenadas 40°56′20″N 93°50′28″O / 40.93889, -93.84111. Según la Oficina del Censo de los Estados Unidos, el municipio tiene una superficie total de 91.15 km², de la cual 90,98 km² corresponden a tierra firme y (0,18 %) 0,17 km² es agua.

## Demografía
Según el censo de 2010, había 242 personas residiendo en el municipio de Knox. La densidad de población era de 2,66 hab./km². De los 242 habitantes, el municipio de Knox estaba compuesto por el 99,17 % blancos, el 0,41 % eran afroamericanos, el 0,41 % eran asiáticos. Del total de la población el 0 % eran hispanos o latinos de cualquier raza.